# يورسا (إلينوي)
يورسا (بالإنجليزية: Ursa)‏ هي قرية تقع في الولايات المتحدة في Ursa Township, Adams County, Illinois. يقدر عدد سكانها بـ 626 نسمة .

## الموقع الجغرافي
الموقع الجغرافي للمناطق المحيطة بهذه النقطة هو كالتالي: